# Зестафонський муніципалітет
Зестафонський  муніципалітет (груз. ზესტაფონის მუნიციპალიტეტი zestaphonis municipaliteti) — муніципалітет у Грузії, що входить до складу краю Імеретія. Центр — Зестафоні.

## Населення
Станом на 1 січня 2014 чисельність населення муніципалітету склала 57 628 мешканців.
Більшість населення складають Імеретини, одна з етнографічних груп грузин.
| Грузини | Росіяни | Вірмени | Українці |
| 99,77 % | 0,2 %   | 0,07 %  | 0,07%    |